# Chlorsulfonylisocyanat
Chlorsulfonylisocyanat ist eine chemische Verbindung aus der Gruppe der Isocyanate. Sie wurde 1952 zuerst von Roderich Graf synthetisiert und 1956 veröffentlicht.

## Gewinnung und Darstellung
Chlorsulfonylisocyanat kann durch Reaktion von Chlorcyan mit Schwefeltrioxid gewonnen werden.
{\displaystyle \mathrm {SO_{3}+ClCN\longrightarrow ClSO_{2}NCO} }

## Eigenschaften
Chlorsulfonylisocyanat ist eine brennbare, schwer entzündbare, leicht flüchtige, an Luft rauchende, farblose Flüssigkeit mit stechendem Geruch, die sich in Wasser und Ethanol mit heftiger bis explosionsartiger Reaktion zersetzt. Sie zersetzt sich bei Temperaturen über 300 °C. Die Verbindung ist das reaktivste bekannte Isocyanat. Der Winkel zwischen Cl-S und N=C beträgt 94° und die NCO-Gruppe ist nicht linear.

## Verwendung
Chlorsulfonylisocyanat wird zur Herstellung anderer chemischer Verbindungen verwendet. Es überführt Amine, Alkohole und Säuren in N-Chlorsulfonylharnstoffe, -urethane usw.